# 巨蛇座υ
巨蛇座υ，又名BD+14 2939，HD 141187、SAO 101739、HR 5870，是巨蛇座的一颗恒星，视星等为5.71，位于銀經24.38，銀緯47.09，其B1900.0坐标为赤經15h 42m 38.6s，赤緯+14° 47.09′ 25″。